# Landtag für Württemberg-Hohenzollern

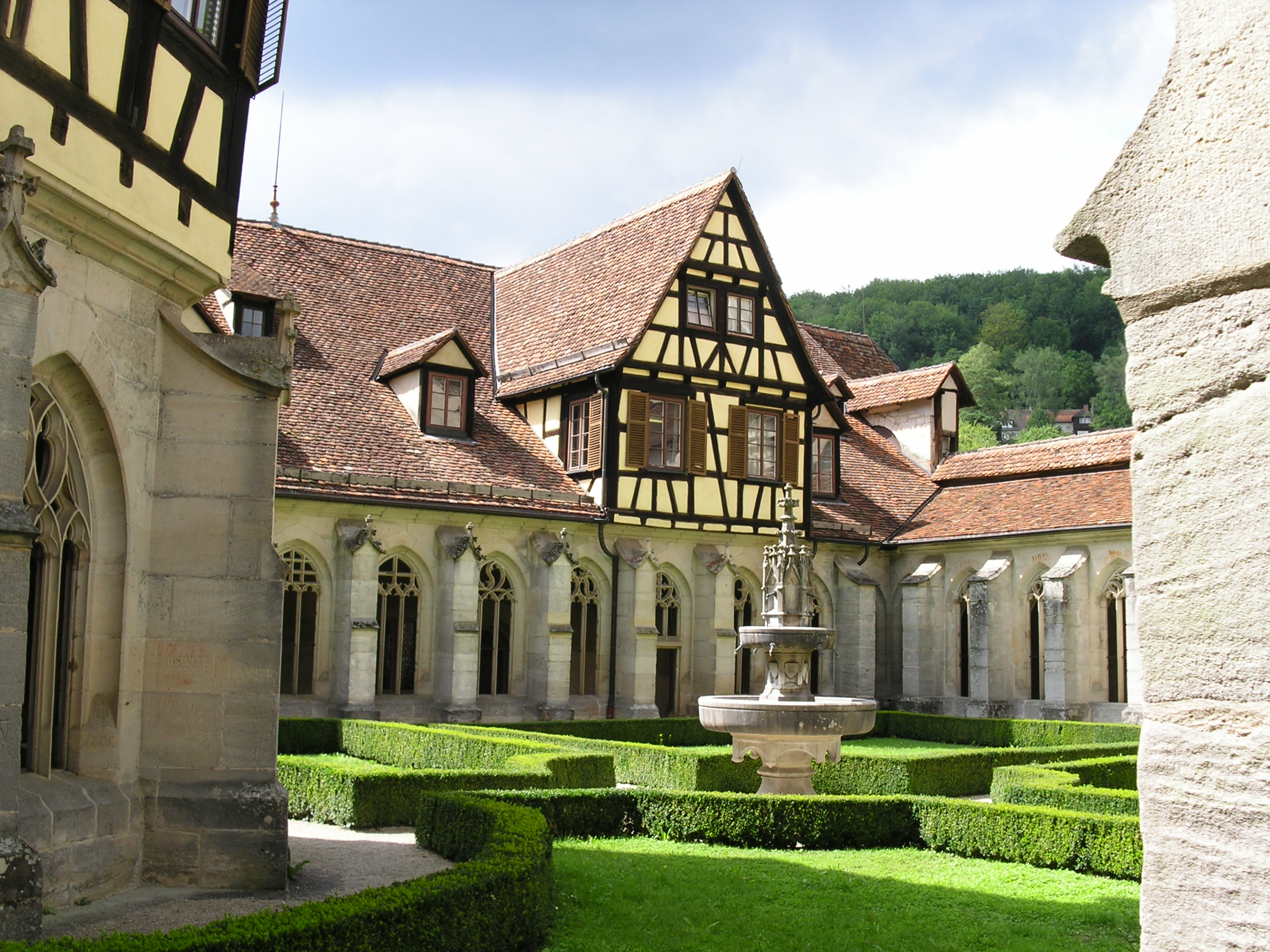
Kloster Bebenhausen – Sitz des Landtags für Württemberg-Hohenzollern

Der Landtag für Württemberg-Hohenzollern war das erste frei gewählte Parlament des nach dem Zweiten Weltkrieg in der französischen Besatzungszone entstandenen Landes Württemberg-Hohenzollern. Der Landtag war das Nachfolgegremium der durch kommunale Delegierte gewählten Beratenden Landesversammlung für Württemberg-Hohenzollern. Die Wahl fand am 18. Mai 1947 zeitgleich mit der Abstimmung über die von der Beratenden Landesversammlung ausgearbeiteten Landesverfassung statt.
Die konstituierende Sitzung des Landtags fand am 3. Juni 1947 im Kloster Bebenhausen statt. Der Landtag war für vier Jahre gewählt; die Neuwahl hätte also im Frühjahr 1951 stattfinden müssen. Wegen des geplanten Zusammenschlusses von Württemberg-Hohenzollern mit Baden und Württemberg-Baden wurde die Wahlperiode durch eine Verordnung von Staatspräsident Gebhard Müller bis zur Vereinigung der drei Länder verlängert. Die hierfür notwendige Verfassungsänderung wurde von der Bevölkerung gemeinsam mit der Volksabstimmung über die Vereinigung der drei Länder am 9. Dezember 1951 gebilligt. Sie war notwendig geworden, nachdem das Bundesverfassungsgericht das Erste Neugliederungsgesetz des Bundes, das eine Verlängerung der Wahlperiode bis zum 31. März 1952 vorsah, für ungültig erklärt hatte.

## Präsidium

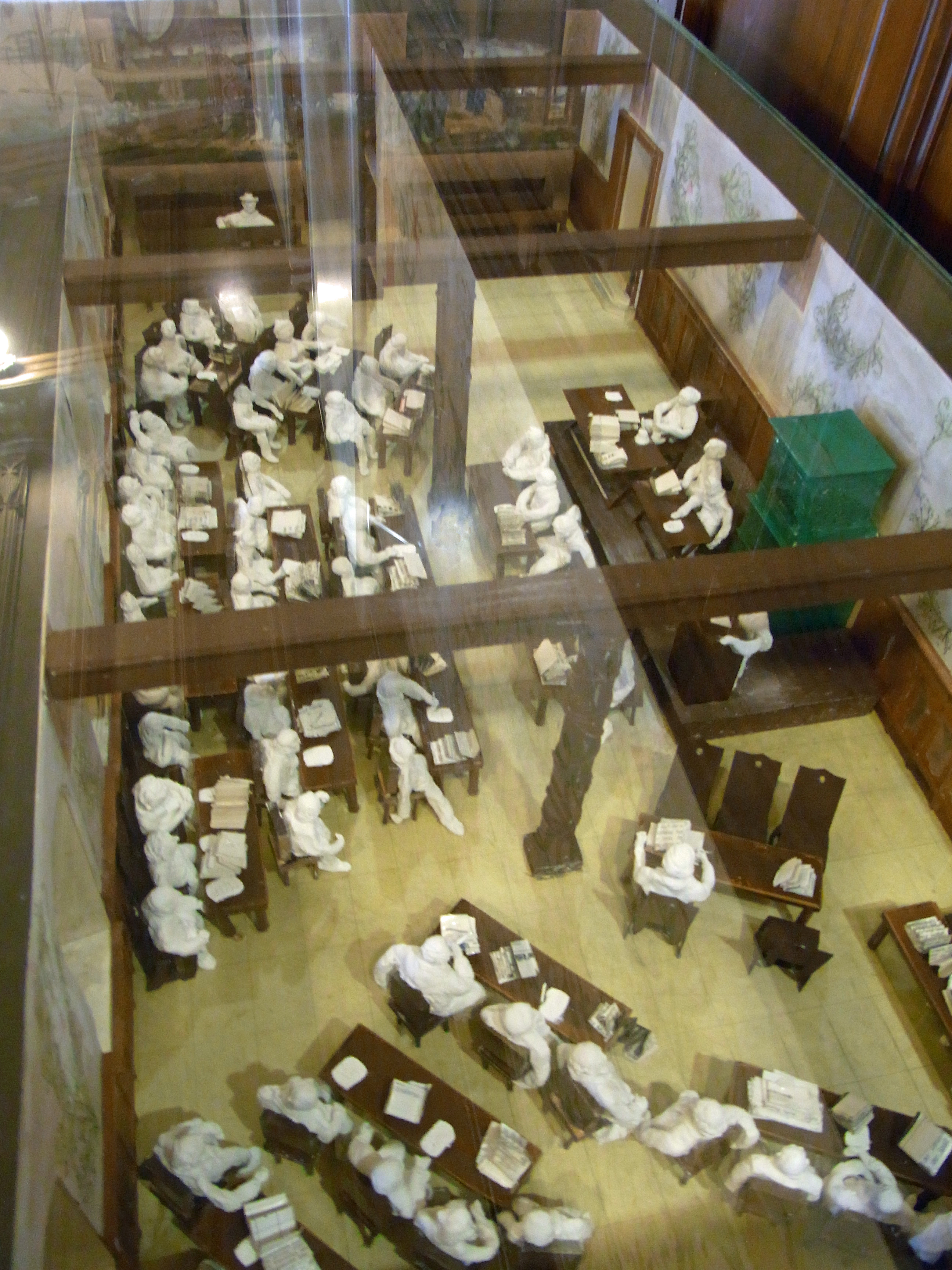
Modell des Landtags im Winterrefektorium des Klosters

Auf der konstituierenden Sitzung wurde Karl Gengler (CDU) zum Präsidenten des Landtags gewählt. Erster Stellvertreter war Fritz Fleck (SPD), zweiter Stellvertreter Karl Kübler (DVP). Das Präsidium entsprach damit exakt dem der Beratenden Landesversammlung. Nachdem Karl Kübler sein Amt niederlegte, wurde Eduard Leuze (DVP) am 22. Juni 1948 zu seinem Nachfolger als zweiter Stellvertreter des Landtagspräsidenten gewählt.
Direktor des Landtags war Friedrich Seethaler.

## Sitzverteilung
Aus der Landtagswahl vom 18. Mai 1947 ging die CDU mit einem Stimmenanteil von 54,2 Prozent als klarer Sieger hervor, die SPD erhielt 20,8 Prozent, die DVP 17,7 und die KPD 7,3 Prozent. Daraus ergab sich folgende Mandatsverteilung:
| Partei | Sitze    | Fraktionsvorsitzende |
| ------ | -------- | -------------------- |
| CDU    | 32 Sitze | Franz Gog            |
| SPD    | 12 Sitze | Oskar Kalbfell       |
| DVP    | 11 Sitze | Eduard Leuze         |
| KPD    | 05 Sitze | Wilfried Acker       |
| Gesamt | 60 Sitze |                      |

Zusätzlich waren mit Wilhelm Göttler und Josef Schmid zwei Abgeordnete aus dem bayerischen Landkreis Lindau im Landtag vertreten, weshalb die Gesamtzahl zunächst 62 betrug. Beide Abgeordnete gehörten der CDU an. Der Kreis Lindau gehörte als einziger bayerischer Landkreis zur französischen Besatzungszone und war deshalb verwaltungstechnisch Württemberg-Hohenzollern angegliedert. Mit dem Übergang der Vertretung des Kreises an Bayern am 19. Dezember 1950 schieden diese beiden Abgeordneten aus dem Landtag aus.

## Ausschüsse
| Ausschuss                                 | Vorsitzender            |
| ----------------------------------------- | ----------------------- |
| Finanzausschuss                           | Paul Binder, CDU        |
| Sozialausschuss                           | Oskar Kalbfell, SPD     |
| Landwirtschafts- und Ernährungsausschuss  | Bernhard Bauknecht, CDU |
| Geschäftsordnungs- und Petitionsausschuss | Ferdinand Zeeb, KPD     |
| Verwaltungs- und Rechtsausschuss          | Eduard Leuze, DVP       |

## Mitglieder
| Name                      | Lebens- daten | Fraktion | Wahlkreis/ Liste | Anmerkung |
| ------------------------- | ------------- | -------- | ---------------- | --- |
| Wilfried Acker            | 1908–1979     | KPD      | Rottweil         | |
| Wilhelm Baessler          | 1878–1975     | CDU      | Freudenstadt     | |
| Bernhard Bauknecht        | 1900–1985     | CDU      | Ravensburg       | |
| Ludwig Becker             | 1892–1974     | KPD      | Liste            | |
| Paul Binder               | 1902–1981     | CDU      | Liste            | |
| Lorenz Bock               | 1883–1948     | CDU      | Rottweil         | Staatspräsident, gestorben am 3. August 1948 (Nachfolger: Josef Schinle)                                                          |
| Alfons Brenner            | 1889–1966     | SPD      | Calw             | eingetreten am 12. Oktober 1949 als Nachfolger für Dieter Roser                                                                   |
| Karl Bürker               | 1891–1967     | CDU      | Biberach         | |
| Emil Dittus               | 1885–1965     | CDU      | Calw             | eingetreten am 29. November 1949 als Nachfolger für Fritz Schuler                                                                 |
| Hermann Dold              | 1892–1953     | CDU      | Tuttlingen       | |
| Franz Dreher              | 1898–1977     | CDU      | Hechingen        | |
| Fritz Erler               | 1913–1967     | SPD      | Biberach         | Mandat niedergelegt am 3. Juli 1947 (Nachfolger: Karl Raaf)                                                                       |
| Margarete Fischer-Bosch   | 1888–1972     | DVP      | Tübingen         | eingetreten am 25. Mai 1950 als Nachfolgerin für Eberhard Wildermuth                                                              |
| Fritz Fleck               | 1890–1966     | SPD      | Liste            | |
| Sebastian Ganser          | 1882–1957     | CDU      | Biberach         | |
| Karl Gengler              | 1886–1974     | CDU      | Rottweil         | |
| Wilhelm Göttler           | 1890–1953     | CDU      | Lindau           | ausgeschieden beim Übergang der Vertretung des Kreises Lindau auf das Land Bayern am 19. Dezember 1950                            |
| Franz Gog                 | 1907–1980     | CDU      | Sigmaringen      | |
| Fritz Graf                | 1892–1976     | DVP      | Freudenstadt     | eingetreten am 30. Januar 1952 als Nachfolger für Hermann Schieferer                                                              |
| Ernst Gräßle              | 1894–1958     | CDU      | Liste            | eingetreten am 18. April 1952 als Nachfolger für Jakob Hermann                                                                    |
| Konstantin Gsell          | 1896–1978     | CDU      | Horb             | |
| Eugen Hahn                | 1874–1959     | CDU      | Münsingen        | |
| Albert Hartmann           | 1899–1991     | CDU      | Wangen           | |
| Adolf Hartmeyer           | 1886–1953     | SPD      | Tübingen         | |
| Friedrich Haux            | 1887–1966     | DVP      | Balingen         | |
| Gottlieb Hennefarth       | 1897–1976     | KPD      | Calw             | Mandat niedergelegt am 1. Juni 1948 (Nachfolger: Ernst Laich)                                                                     |
| Jakob Hermann             | 1872–1952     | CDU      | Liste            | gestorben am 28. März 1952 (Nachfolger: Ernst Gräßle)                                                                             |
| Herbert Holtzhauer        | 1906–1987     | SPD      | Rottweil         | |
| Otto Jäger                | 1882–1965     | CDU      | Tübingen         | eingetreten am 5. November 1947 als Nachfolger für Emil Niethammer                                                                |
| Oskar Kalbfell            | 1897–1979     | SPD      | Reutlingen       | |
| Ernst Kinkelin            | 1916–1991     | DVP      | Tuttlingen       | |
| Hans Kohler               | 1893–1962     | DVP      | Rottweil         | |
| Anton Kramer              | 1908–1983     | CDU      | Ehingen          | |
| Siegfried Krezdorn        | 1914–1982     | CDU      | Liste            | |
| Karl Kübler               | 1880–1955     | DVP      | Ravensburg       | |
| Otto Künzel               | 1903–1966     | SPD      | Reutlingen       | |
| Ernst Laich               | 1900–1982     | KPD      | Calw             | eingetreten am 22. Juni 1948 als Nachfolger für Gottlieb Hennefarth                                                               |
| Johann Leibinger          | 1903–1993     | CDU      | Liste            | |
| Eduard Leuze              | 1906–1973     | DVP      | Reutlingen       | |
| Bernhard Lieb             | 1894–1978     | CDU      | Tettnang         | |
| Josef Lutz                | 1911–1998     | CDU      | Wangen           | |
| Jakob Mast                | 1904–1994     | CDU      | Calw             | |
| Eugen Maucher             | 1912–1991     | CDU      | Ravensburg       | |
| Judas Thaddäus Mayer      | 1897–1972     | CDU      | Saulgau          | |
| Gertrud Metzger           | 1908–1993     | SPD      | Biberach         | eingetreten am 9. Dezember 1947 als Nachfolgerin für Karl Raaf                                                                    |
| Gebhard Müller            | 1900–1990     | CDU      | Liste            | Staatspräsident |
| Karl Müller               | 1897–1982     | SPD      | Ravensburg       | |
| Emil Niethammer           | 1869–1956     | CDU      | Tübingen         | Mandat niedergelegt am 31. Oktober 1947 (Nachfolger: Otto Jäger)                                                                  |
| Josef Ott                 | 1883–1978     | CDU      | Ehingen          | |
| Franz Pfender             | 1899–1972     | CDU      | Biberach         | |
| Karl Raaf                 | 1902–1980     | SPD      | Biberach         | eingetreten am 3. Juli 1947 als Nachfolger für Fritz Erler, Mandat niedergelegt am 5. November 1947 (Nachfolger: Gertrud Metzger) |
| Hans Rager                | 1896–1971     | DVP      | Liste            | |
| Anton Reiner              | 1896–1994     | CDU      | Saulgau          | |
| Viktor Renner             | 1899–1969     | SPD      | Balingen         | |
| Dieter Roser              | 1911–1975     | SPD      | Calw             | Mandat niedergelegt am 3. September 1949 (Nachfolger: Alfons Brenner)                                                             |
| Albert Sauer              | 1902–1981     | CDU      | Ravensburg       | |
| Hermann Schieferer        | 1901–1995     | DVP      | Freudenstadt     | Mandat niedergelegt am 15. Oktober 1951 (Nachfolger: Fritz Graf)                                                                  |
| Josef Schinle             | 1896–1965     | CDU      | Rottweil         | eingetreten am 13. August 1948 als Nachfolger für Lorenz Bock                                                                     |
| Jakob Schlotterbeck       | 1884–1961     | DVP      | Reutlingen       | |
| Carlo Schmid              | 1896–1979     | SPD      | Liste            | |
| Josef Schmid              | 1888–1979     | CDU      | Lindau           | ausgeschieden beim Übergang der Vertretung des Kreises Lindau auf das Land Bayern am 19. Dezember 1950                            |
| Nikolaus Heinrich Schmitt | 1890–1973     | SPD      | Freudenstadt     | |
| Josef Schneider           | 1893–1978     | CDU      | Tübingen         | |
| Josef Schnell             | 1886–1966     | SPD      | Tuttlingen       | [ 5 ] |
| Fritz Schuler             | 1885–1955     | CDU      | Calw             | Mandat niedergelegt am 31. Oktober 1949 (Nachfolger: Emil Dittus)                                                                 |
| Thomas Schwarz            | 1903–1974     | CDU      | Balingen         | |
| Ludwig Wieland            | 1901–1988     | KPD      | Reutlingen       | |
| Eberhard Wildermuth       | 1890–1952     | DVP      | Tübingen         | Mandat niedergelegt am 4. April 1950 (Nachfolgerin: Margarete Fischer-Bosch)                                                      |
| Eugen Wirsching           | 1891–1983     | CDU      | Reutlingen       | |
| Wilhelm Wirthle           | 1874–1960     | DVP      | Liste            | |
| Ferdinand Zeeb            | 1894–1954     | KPD      | Tübingen         | |
| Oswald Zobel              | 1878–1964     | DVP      | Calw             | |